# Habenaria godefroyi
Habenaria godefroyi är en orkidéart som beskrevs av Heinrich Gustav Reichenbach. Habenaria godefroyi ingår i släktet Habenaria och familjen orkidéer. Inga underarter finns listade i Catalogue of Life.